# Eithne Tháebfhota
Eithne Tháebfhota ([irl.] Eithne au long côté) était une des filles du roi Cathair Mór. Selon la mythologie irlandaise, elle a été décrite comme la reine de deux rois de différentes générations.

## Biographie
Eithne Tháebfhota apparaît dans plusieurs textes de la mythologie irlandaise, où elle est présentée le plus souvent comme reine d'Irlande. Selon certains généalogistes, elle est confondue avec sa sœur, Lendabaria.

### Echtrae Airt meic Chuind
Selon « L’Aventure d’Art, fils de Conn », Eithne épouse Conn sauf que son père n’est pas Cathair Mór mais Brislinn Binn, roi de Norvège. Son mariage avec Conn est considéré comme bénéfique pour le royaume ; jusqu’à sa mort, les champs offrent trois récoltes par an, montrant qu’elle était une forme de la déesse de la souveraineté. Après de longues années de mariage, Eithne décède. Son enterrement a lieu à la colline de Tailltiu. Inconsolable, Conn est incapable de gouverner et il se retire à Ben Etair pour y pleurer la perte de son épouse.

### Timna Chathair Mair
D’après le « Timna Chathair Mair », Cathair Mór confesse l’inceste qu’il a commis avec Eithne. Une nuit de lundi, où il a beaucoup bu, il a couché avec sa fille. Aengus Nhic est venu au monde. Dans son testament, datant de la bataille de Mag hAgha, Cathair Mór renie son fils.

### Esnada Tige Buchet
Dans « Les Mélodies de la maison de Buchet », Eithne a été confié en fosterage à Buchet lorsque ses nombreux frères abusèrent de l’hospitalité de son père adoptif, réclamèrent toujours plus de présents et volèrent ses troupeaux au point de ne lui laisser qu’un taureau et sept vaches. Buchet présente sa doléance à l’Ard-ri Cathair Mór pour obtenir réparation. Le souverain se désole de la mauvaise fortune de Buchet, sans pour autant sanctionner le comportement de ses fils. Buchet est contraint de quitter sa propre maison, avec sa femme et Eithne. Ils habitèrent une petite hutte, dans la forêt de Kells, quand elle rencontre Cormac mac Airt. Dans la forêt, Eithne récolte des ajoncs et de l’eau pour Buchet lorsque Cormac mac Airt la surprend. Ému par le dévouement d'Eithne envers Buchet, Cormac la demande en mariage mais Buchet refuse. Malgré tout, Cormac enlève la jeune fille. Elle passa une nuit avec lui au cours de laquelle est conçu Cairbre Lifechair. Une fois que Cormac devient Ard-ri, il épouse Eithne.
Néanmoins, le texte présente un anachronisme flagrant. 
Cathair Mór a régné, selon les Annales du Royaume d'Irlande, de 119 jusqu'à 122. Or, Cormac mac Airt, qui est présenté comme le seigneur de Kells, a assuré la haute-royauté de 226 à 266, selon les Annales des quatre maîtres. De plus, il est le petit-fils de Conn qui occupe, à l’époque du règne de Cathair Mór, la forteresse de Kells, sur les terres du rigdomna. 

### Echtrae Cormaic
Dans « L’Aventure de Cormac », un mystérieux guerrier offre une branche d’argent aux neuf pommes d’or à Cormac, en échange de trois vœux. Au bout d’un an, l’inconnu réclame Aille, la fille de Cormac. Un mois plus tard, il lui prend Cairbre Lifechair puis son épouse, Eithne. Cormac lève une armée pour retrouver sa famille. Le mystérieux guerrier s’avère être Manannán mac Lir. Ce dernier lui rend sa femme et ses enfants avec maintes épreuves. 

## Postérité
De son mariage avec Conn, elle aurait engendré :
- Art Oenfher[1] ;
- Conle[1] ;
- Sadb[1], épouse de Lugaid Mac Niad, roi de Corcu Loigde puis d'Ailill Aulom, primo-géniteur des Eóganachta ;
- Maen[1], épouse d'Imchad Mac Ogomon, roi Dal Fiatach.

De son union avec Cormac mac Airt, elle est également la mère de : 
- Cairbre Lifechair ;
- Aille ingen Cormac ;
- Grania ingen Cormac.

D'une nuit sans lendemain, avec son père, elle aurait enfanté : 
- Aengus Nhic

## Arbre généalogique
|               |               |               |               |                  |                  | Cu Corb               |                  |                  |                  |             |             |                   |                   |                   |                   |                   |                   |                    |                    |                    |                    |                    |                    |                    |                    |
|               |               |               |               |                  |                  |                       |                  |                  |                  |             |             |                   |                   |                   |                   |                   |                   |                    |                    |                    |                    |                    |                    |                    |                    |
|               |               |               |               |                  |                  | Nia Corb              |                  |                  |                  |             |             |                   |                   |                   |                   |                   |                   |                    |                    |                    |                    |                    |                    |                    |                    |
|               |               |               |               |                  |                  |                       |                  |                  |                  |             |             |                   |                   |                   |                   |                   |                   |                    |                    |                    |                    |                    |                    |                    |                    |
|               |               |               |               |                  |                  | Cormac Gealta Gaoth   |                  |                  |                  |             |             |                   |                   |                   |                   |                   |                   |                    |                    |                    |                    |                    |                    |                    |                    |
|               |               |               |               |                  |                  |                       |                  |                  |                  |             |             |                   |                   |                   |                   |                   |                   |                    |                    |                    |                    |                    |                    |                    |                    |
|               |               |               |               |                  |                  | Feidlimid Fiorurghlas |                  |                  |                  |             |             |                   |                   |                   |                   |                   |                   |                    |                    |                    |                    |                    |                    |                    |                    |
|               |               |               |               |                  |                  |                       |                  |                  |                  |             |             |                   |                   |                   |                   |                   |                   |                    |                    |                    |                    |                    |                    |                    |                    |
|               |               |               |               |                  |                  | Cathair Mór           | Cathair Mór      | Cathair Mór      | Cathair Mór      | Cathair Mór | Cathair Mór |                   |                   |                   |                   |                   |                   | Feargusa de Mumham | Feargusa de Mumham | Feargusa de Mumham | Feargusa de Mumham | Feargusa de Mumham | Feargusa de Mumham |                    |                    |
|               |               |               |               |                  |                  | Cathair Mór           | Cathair Mór      | Cathair Mór      | Cathair Mór      | Cathair Mór | Cathair Mór |                   |                   |                   |                   |                   |                   | Feargusa de Mumham | Feargusa de Mumham | Feargusa de Mumham | Feargusa de Mumham | Feargusa de Mumham | Feargusa de Mumham |                    |                    |
|               |               |               |               |                  |                  |                       |                  |                  |                  |             |             |                   |                   |                   |                   |                   |                   |                    |                    |                    |                    |                    |                    |                    |                    |
|               |               |               |               |                  |                  |                       |                  |                  |                  |             |             |                   |                   |                   |                   |                   |                   |                    |                    |                    |                    |                    |                    |                    |                    |
|               |               |               |               | Conn Cétchathach | Conn Cétchathach | Conn Cétchathach      | Conn Cétchathach | Conn Cétchathach | Conn Cétchathach |             |             | Eithne Tháebfhota | Eithne Tháebfhota | Eithne Tháebfhota | Eithne Tháebfhota | Eithne Tháebfhota | Eithne Tháebfhota |                    |                    | 30 fils + 2 filles | 30 fils + 2 filles | 30 fils + 2 filles | 30 fils + 2 filles | 30 fils + 2 filles | 30 fils + 2 filles |
|               |               |               |               | Conn Cétchathach | Conn Cétchathach | Conn Cétchathach      | Conn Cétchathach | Conn Cétchathach | Conn Cétchathach |             |             | Eithne Tháebfhota | Eithne Tháebfhota | Eithne Tháebfhota | Eithne Tháebfhota | Eithne Tháebfhota | Eithne Tháebfhota |                    |                    | 30 fils + 2 filles | 30 fils + 2 filles | 30 fils + 2 filles | 30 fils + 2 filles | 30 fils + 2 filles | 30 fils + 2 filles |
|               |               |               |               |                  |                  |                       |                  |                  |                  |             |             |                   |                   |                   |                   |                   |                   |                    |                    |                    |                    |                    |                    |                    |                    |
|               |               |               |               |                  |                  |                       |                  |                  |                  |             |             |                   |                   |                   |                   |                   |                   |                    |                    |                    |                    |                    |                    |                    |                    |
| Art mac Cuinn | Art mac Cuinn | Art mac Cuinn | Art mac Cuinn | Art mac Cuinn    | Art mac Cuinn    |                       |                  | Connla Coem      | Connla Coem      | Connla Coem | Connla Coem | Connla Coem       | Connla Coem       |                   |                   | Sadb              | Sadb              | Sadb               | Sadb               | Sadb               | Sadb               |                    |                    |                    |                    |

Selon le site Fab pedigree, l'épouse de Cathair Mór était Feargusa de Mumham.

## Sources
- [en] Eithne Tháebfhota de l’Index d’Oxford.
- [en] Echtrae Airt meic Chuind 7 Tochmarc Delbchaeme. Consulté le 12 décembre 2017.
- [en] Esnada Tige Buchet. Consulté le 6 novembre 2017.
- [en] Echtrae Cormaic. Consulté le 14 novembre 2017.
- [fr] Mythologica - Eithne de Tara. Consulté le 17 novembre 2017.
- [en] Pédigrée de Landabaria na Leinster aka Eithne Tháebfhota. Consulté le 14 novembre 2017.
- [en] Timna Chathair Mair. Consulté le 22 novembre 2017.